# Парада победе у Москви 1945.
Парада победе у Москви 1945. године је била парада коју је организовала Црвена армија након победе над Нацистичком Немачком у Великом отаџбинском рату. Парада је одржана 24. јуна 1945, готово месец дана након победе над Немачком.

## Стаљинова наредба за одржавање параде
Одржавање параде наредио је маршал Совјетског Савеза Јосиф Висарионович Стаљин, 22. јуна, Наредбом 370 Уреда Врховног заповедника Оружаних снага Совјетског Савеза:
| „ | „Наредба Врховног заповедника Оружаних снага Совјетског Савеза и Народног комесара за народну одбрану: За обележавање победе над Немачком у Великом отаџбинском рату, наређујем параду трупа копнене војске, морнарице и Московског гарнизона, Параду победе, на дан 24. јуна 1945, на московском Црвеном тргу. Марширање на паради извршити ће јединице са свих фронтова, јединица Народног комесаријата за народну одбрану, Совјетска морнарица, војне академије и школе и трупе Московског гарнизона и Војне области. Мој заменик, маршал Совјетског Савеза Георгиј Жуков, ће извршити инспекцију параде. Маршал Константин Рокосовски ће лично да заповеда Парадом победе. Генерал-пуковнику Павелу Артемијеву поверавам припреме и надгледање организовања параде, у складу са његовим овлаштењима и обавезама као командујућег генерала Московске војне области и командујућег официра у заповедништву над Московским градским гарнизоном. 22. јун 1945. Наредба #370 (потпис) МАРШАЛ ЈОСИФ В. СТАЉИН Врховни заповедник Оружаних снага Совјетског Савеза и Маршал Совјетског Савеза | ” |

## Ток параде
Маршали Георгиј Жуков, који је службено прихватио немачку предају Совјетском Савезу, и Константин Рокосовски, јахали су на белом и црном пастуху током трајања параде. Генерални секретар Свесавезне комунистичке партије (бољшевика), Јосиф Стаљин, стајао је на Лењиновом маузолеју и посматрао параду. Параду су гледали и Вјачеслав Молотов, Михаил Калињин, Климент Ворошилов и остали чланови Политбироа.
Један од главних делова параде био је пролазак војних возила Црвене армије. Најупечатљивији део параде десио се на крају, када су одабрани совјетски војници носили заплењене нацистичке заставе и побацали их испред Маузолеја. Једна од бачених застава припадала је личној гарди Адолфа Хитлера. Због кише је био отказан прелет авиона совјетске авијације.

## Учесници параде
На паради су учествовали фронтови Црвене армије, морнарице и ваздухопловних снага, састављени од официра и припадника копнених ваздушних снага следећих фронтова:
- Карелијски фронт – под вођством генерал-мајора Григорија Калиновског и маршала Кирила Мерецкова
- Лењинградски фронт – под вођством генерал-мајора Андреја Стученка и маршала Леонида Говорова
- Први балтички фронт – под вођством генерал-потпуковника Антона Лопатина и генерала армије Ивана Баграмјана
- Трећи белоруски фронт – под вођством маршала Александра Васиљевског
- 2. бјелоруски фронт - под руководством генерал-пуковника Кузме Трубникова
- Први белоруски фронт – под вођством генерал-мајора Ивана Рослог
- Гарда Прве пољске армије – под вођством генерала Владислава Корчица (једина страна војна јединица позвана на параду)
- Први украјински фронт – под вођством генерал-мајора Гљеба Бакљанова и маршала Ивана Коњева
- Четврти украјински фронт – под вођством генерал-потпуковника Андреја Бондарева и генерала армије Андреја Јеременка
- Други украјински фронт – под вођством генерал-потпуковника Ивана Афоњина и маршала Родиона Малиновског
- Трећи украјински фронт – под вођством генерал-мајора Николаја Бирјукова и маршала Фјодора Толбухина]]

Уз копнену војску, на паради су учествовали и припадници морског, копненог и ваздушног рода Совјетске морнарице, под вођством адмирала Владимира Фадејева:
- Северна флота
- Балтичка флота
- Дњепарска флотила
- Дунавска флотила
- Каспијска флотила
- Црноморска флота
- Морнаричка пешадија
- Служба Совјетске морнаричке авијације
- Заповедништво обалне артиљерије

Уз војне јединице, на паради су учествовали и припадници совјетских војних школа и академија, коњичких јединица, НКВД-а и остали.
Након марширања војних јединица, уследио је дефиле заповедништва армијске коњице, артиљерије армијске коњице и бригада армијске коњице с тачанкама. Затим су следили противавионски топови, пољски топови, противтенковски топови, планински топови, каћуше, моторизоване јединице, заповедништво армијских тенковских снага (Т-34, ИС-2, Т-44, Т-50, Т-60) и на крају армијске артиљеријске снаге самоходне артиљерије (СУ-76, СУ-100, ЗСУ-37, СУ-152, ИСУ-152, ИСУ-122, СУ-85).